# Змеёво (Михайловское сельское поселение)
Змеёво — пригородная деревня в Калининском районе Тверской области. Относится к Михайловскому сельскому поселению.
Расположена в 0,5 км к северу от границы города Твери, на Бежецком шоссе. За деревней от автодороги «Тверь—Бежецк—Весьегонск—Устюжина» отходит старое направление Бежецкого шоссе.
К северо-западу от деревни расположен аэропорт «Змеёво».